# التوفيقية (الفيوم)
قرية التوفيقية هي إحدى القرى التابعة لمركز سنورس في محافظة الفيوم في جمهورية مصر العربية. حسب إحصاءات سنة 2006، بلغ إجمالي السكان في التوفيقية 6239 نسمة، منهم 3301 رجل و2938 امرأة.

## التسمية
قرية التوفيقية أصلها من توابع نقاليفة، وكانت تسمى «الكلابيين»، ثم فصلت عنها بالإسم المذكور في تاريخ سنة 1237هـ، وبقيت بهذا الاسم إلى أن طلب أهلها تغييره لإستهجانه في نظرهم، وتسميتها بالتوفيقية لما يقصد من معنى التوفيق وهو مصدر هذه الكلمة، ووافقت وزارة الداخلية على هذا التغيير بقرار أصدرته في 11 نوفمبر سنة 1928م.
وهذه القرية أنشأها جماعة من بنى كلاب، فعرفت بالكلابيين نسبة إليهم، وبنو كلاب من القبائل العربية التي نزلت في الفيوم وتكلم عليها أبى عثمان النابلسي في كتابه تاريخ الفيوم وبلاده.